# 오시마다촌
오시마다촌(小島田村)은 사라시나군에 있던 촌이다. 

## 역사
- 1889년 4월 1일 - 정촌제 시행에 의해 사라시나군 오시마다촌이 성립하였다.
- 1955년 1월 1일 - 이나사토촌, 마시마촌, 아오키지마촌과 합병해 고호쿠촌이 성립하여, 동일 오시마다촌은 폐지되었다.

## 참고문헌
- 角川日本地名大辞典 20 長野県